# Seutes II
Seutes II (em grego clássico: Σεύθης; romaniz.: Seúthes) foi um rei do Reino Odrísio da Trácia de 405 a 391 a.C..